# Olympische Sommerspiele 2020/Triathlon/Qualifikation
Für die Wettkämpfe im Triathlon bei den Olympischen Sommerspielen 2020 standen insgesamt 127 Quotenplätze (55 pro Geschlecht im Einzel und 17 in der Mixed-Staffel) zur Verfügung. Jede Nation durfte dabei maximal drei Plätze gewinnen. Die Qualifikation hat am 11. Mai 2018 begonnen und sollte 2020 am selben Datum enden. Durch die COVID-19-Pandemie und der damit verbundenen Verschiebung der Spiele kam es zu Änderungen.

## Qualifikationsverfahren
17 Nationen erhielten Quotenplätze für die Mixed-Staffel, dabei durften zwei Athleten pro Geschlecht zudem im Einzel starten. Die Quotenplätze wurden zunächst die sieben besten Nationen der Staffel-Rangliste mit Stand vom 31. März 2020 vergeben. Alle anderen Nationen hatten bei einem separaten Qualifikationswettkampf die Möglichkeit, sich einen der übrigen Quotenplätze zu sichern.
Über die Einzel-Rangliste wurden am 15. Juni 2021 31 Quotenplätze pro Geschlecht vergeben. Die ersten 26 erhielten die bestplatzierten Athleten dieser Liste, dabei durften sich jedoch pro Nation maximal drei Athleten qualifizieren (wenn alle drei in den Top 30 sind) oder zwei pro Nation (wenn der Dritte außerhalb der Top 30 wäre). Fünf weitere Plätze wurden vom jeweiligen Kontinent an den bestplatzierten verbleibenden Athleten des Kontinents, dessen Nation noch keine Quotenplätze erkämpfen konnte, vergeben.
Des Weiteren standen der japanischen Delegation als Gastgeber zwei Quotenplätze pro Geschlecht zu. Ebenfalls zwei Quotenplätze pro Geschlecht wurden von der „Tripartite Commission“ vergeben.

## Qualifikationsübersicht
| Nation             | Männer Einzel | Frauen Einzel | Mixed-Staffel | Gesamt   | Gesamt       |
| Nation             | Männer Einzel | Frauen Einzel | Mixed-Staffel | Athleten | Quotenplätze |
| ------------------ | ------------- | ------------- | ------------- | -------- | ------------ |
| Ägypten            |               | 1             |               | 1        | 1            |
| Argentinien        |               | 1             |               | 1        | 1            |
| Aserbaidschan      | 1             |               |               | 1        | 1            |
| Australien         | 3             | 3             | X             | 6        | 7            |
| Belgien            | 2             | 2             | X             | 4        | 5            |
| Bermuda            |               | 1             |               | 1        | 1            |
| Brasilien          | 1             | 2             |               | 3        | 3            |
| Chile              | 1             | 1             |               | 2        | 2            |
| China              |               | 1             |               | 1        | 1            |
| Deutschland        | 2             | 2             | X             | 4        | 5            |
| Ecuador            |               | 1             |               | 1        | 1            |
| Estland            |               | 1             |               | 1        | 1            |
| Frankreich         | 3             | 2             | X             | 5        | 6            |
| Großbritannien     | 2             | 3             | X             | 5        | 6            |
| Hongkong           | 1             |               |               | 1        | 1            |
| Irland             | 1             | 1             |               | 2        | 2            |
| Israel             | 2             |               |               | 2        | 2            |
| Italien            | 2             | 3             | X             | 5        | 6            |
| Japan              | 2             | 2             | X             | 4        | 5            |
| Kanada             | 2             | 2             | X             | 4        | 5            |
| Luxemburg          | 1             |               |               | 1        | 1            |
| Marokko            | 1             |               |               | 1        | 1            |
| Mexiko             | 2             | 2             | X             | 4        | 5            |
| Neuseeland         | 2             | 2             | X             | 4        | 5            |
| Niederlande        | 2             | 2             | X             | 4        | 5            |
| Norwegen           | 3             | 1             |               | 4        | 4            |
| Österreich         | 2             | 2             | X             | 4        | 5            |
| Portugal           | 2             | 1             |               | 3        | 3            |
| ROC                | 2             | 2             |               | 4        | 4            |
| Rumänien           | 1             |               |               | 1        | 1            |
| Schweiz            | 2             | 2             | X             | 4        | 5            |
| Spanien            | 3             | 2             | X             | 5        | 6            |
| Südafrika          | 2             | 2             | X             | 4        | 5            |
| Syrien             | 1             |               |               | 1        | 1            |
| Tschechien         |               | 2             |               | 2        | 2            |
| Ukraine            |               | 1             |               | 1        | 1            |
| Ungarn             | 2             | 2             | X             | 4        | 5            |
| Vereinigte Staaten | 2             | 3             | X             | 5        | 6            |
| Gesamt: 38 NOKs    | 55            | 55            | 17            | 110      | 127          |

## Zeitplan
| Qualifikationswettbewerb                    | Zeitraum      | Ort        |
| ------------------------------------------- | ------------- | ---------- |
| Staffel-Rangliste                           | 12. März 2020 | –          |
| Olympischer Staffel-Qualifikationswettkampf | 21. Mai 2021  | Lissabon 1 |
| Stichtag Einzel-Rangliste                   | 15. Juni 2021 | –          |

## Männer Einzel
| Qualifikationswettbewerb                                            | Plätze | Nation                    | Athlet                    |
| ------------------------------------------------------------------- | ------ | ------------------------- | ------------------------- |
| Staffel-Rangliste (2 Athleten pro Nation)                           | 14     | Frankreich                | Vincent Luis              |
| Staffel-Rangliste (2 Athleten pro Nation)                           | 14     | Frankreich                | Dorian Coninx             |
| Staffel-Rangliste (2 Athleten pro Nation)                           | 14     | Australien                | Matthew Hauser            |
| Staffel-Rangliste (2 Athleten pro Nation)                           | 14     | Australien                | Aaron Royle               |
| Staffel-Rangliste (2 Athleten pro Nation)                           | 14     | Großbritannien            | Jonathan Brownlee         |
| Staffel-Rangliste (2 Athleten pro Nation)                           | 14     | Großbritannien            | Alex Yee                  |
| Staffel-Rangliste (2 Athleten pro Nation)                           | 14     | Neuseeland                | Hayden Wilde              |
| Staffel-Rangliste (2 Athleten pro Nation)                           | 14     | Neuseeland                | Tayler Reid               |
| Staffel-Rangliste (2 Athleten pro Nation)                           | 14     | Deutschland               | Justus Nieschlag          |
| Staffel-Rangliste (2 Athleten pro Nation)                           | 14     | Deutschland               | Jonas Schomburg           |
| Staffel-Rangliste (2 Athleten pro Nation)                           | 14     | Niederlande               | Jorik Van Egdom           |
| Staffel-Rangliste (2 Athleten pro Nation)                           | 14     | Niederlande               | Marco van der Stel        |
| Staffel-Rangliste (2 Athleten pro Nation)                           | 14     | Vereinigte Staaten        | Morgan Pearson            |
| Staffel-Rangliste (2 Athleten pro Nation)                           | 14     | Vereinigte Staaten        | Kevin McDowell            |
| Olympischer Staffel-Qualifikationswettkampf (2 Athleten pro Nation) | 6      | Belgien                   | Jelle Geens               |
| Olympischer Staffel-Qualifikationswettkampf (2 Athleten pro Nation) | 6      | Belgien                   | Marten Van Riel           |
| Olympischer Staffel-Qualifikationswettkampf (2 Athleten pro Nation) | 6      | Italien                   | Gianluca Pozzatti         |
| Olympischer Staffel-Qualifikationswettkampf (2 Athleten pro Nation) | 6      | Italien                   | Delian Stateff            |
| Olympischer Staffel-Qualifikationswettkampf (2 Athleten pro Nation) | 6      | Schweiz                   | Max Studer                |
| Olympischer Staffel-Qualifikationswettkampf (2 Athleten pro Nation) | 6      | Schweiz                   | Andrea Salvisberg         |
| Einzel-Rangliste                                                    | 26     | Spanien                   | Mario Mola                |
| Einzel-Rangliste                                                    | 26     | Norwegen                  | Kristian Blummenfelt      |
| Einzel-Rangliste                                                    | 26     | Spanien                   | Fernando Alarza           |
| Einzel-Rangliste                                                    | 26     | Südafrika                 | Henri Schoeman            |
| Einzel-Rangliste                                                    | 26     | Kanada                    | Tyler Mislawchuk          |
| Einzel-Rangliste                                                    | 26     | Norwegen                  | Gustav Iden               |
| Einzel-Rangliste                                                    | 26     | Ungarn                    | Tamás Tóth                |
| Einzel-Rangliste                                                    | 26     | Südafrika                 | Richard Murray            |
| Einzel-Rangliste                                                    | 26     | Frankreich                | Léo Bergère               |
| Einzel-Rangliste                                                    | 26     | Spanien                   | Javier Gómez Noya         |
| Einzel-Rangliste                                                    | 26     | Österreich                | Alois Knabl               |
| Einzel-Rangliste                                                    | 26     | Norwegen                  | Casper Stornes            |
| Einzel-Rangliste                                                    | 26     | Portugal                  | João Pereira              |
| Einzel-Rangliste                                                    | 26     | Portugal                  | João Pedro Silva          |
| Einzel-Rangliste                                                    | 26     | Australien                | Jacob Birtwhistle         |
| Einzel-Rangliste                                                    | 26     | Mexiko                    | Crisanto Grajales         |
| Einzel-Rangliste                                                    | 26     | Dänemark                  |                           |
| Einzel-Rangliste                                                    | 26     | Brasilien                 | Manoel Messias            |
| Einzel-Rangliste                                                    | 26     | Israel                    | Shachar Sagiv             |
| Einzel-Rangliste                                                    | 26     | Kanada                    | Matthew Sharpe            |
| Einzel-Rangliste                                                    | 26     | Mexiko                    | Irving Pérez              |
| Einzel-Rangliste                                                    | 26     | Aserbaidschan             | Rostislav Pevtsov         |
| Einzel-Rangliste                                                    | 26     | Österreich                | Lukas Hollaus             |
| Einzel-Rangliste                                                    | 26     | ROC                       | Igor Poljanski            |
| Einzel-Rangliste                                                    | 26     | Israel                    | Ran Sagiv                 |
| Einzel-Rangliste                                                    | 26     | Ungarn                    | Bence Bicsák              |
| Einzelwertung – Afrika                                              | 1      | Marokko                   | Mehdi Essadiq             |
| Einzelwertung – Amerika                                             | 1      | Chile                     | Diego Moya                |
| Einzelwertung – Asien                                               | 1      | Hongkong                  | Oscar Coggins             |
| Einzelwertung – Europa                                              | 1      | Rumänien                  | Felix Duchampt            |
| Einzelwertung – Ozeanien                                            | 0      | nicht teilnahmeberechtigt | nicht teilnahmeberechtigt |
| Gastgeber                                                           | 2      | Japan                     | Makoto Odakura            |
| Gastgeber                                                           | 2      | Japan                     | Kenji Nener               |
| Wildcard                                                            | 1      | Syrien                    | Mohamad Maso              |
| Wildcard                                                            | 1      | nicht vergeben            |                           |
| Neuverteilung unbesetzter Quotenplätze                              | 3      | Luxemburg                 | Stefan Zachäus            |
| Neuverteilung unbesetzter Quotenplätze                              | 3      | Irland                    | Russell White             |
| Neuverteilung unbesetzter Quotenplätze                              | 3      | ROC                       | Dmitri Poljanski          |
| Gesamt                                                              | 56     | 30                        | 56                        |

## Frauen Einzel
| Qualifikationswettbewerb                                               | Plätze | Nation                    | Athletin                  |
| ---------------------------------------------------------------------- | ------ | ------------------------- | ------------------------- |
| Staffel-Rangliste (2 Athletinnen pro Nation)                           | 14     | Frankreich                | Cassandre Beaugrand       |
| Staffel-Rangliste (2 Athletinnen pro Nation)                           | 14     | Frankreich                | Léonie Périault           |
| Staffel-Rangliste (2 Athletinnen pro Nation)                           | 14     | Australien                | Jaz Hedgeland             |
| Staffel-Rangliste (2 Athletinnen pro Nation)                           | 14     | Australien                | Ashleigh Gentle           |
| Staffel-Rangliste (2 Athletinnen pro Nation)                           | 14     | Großbritannien            | Jessica Learmonth         |
| Staffel-Rangliste (2 Athletinnen pro Nation)                           | 14     | Großbritannien            | Georgia Taylor-Brown      |
| Staffel-Rangliste (2 Athletinnen pro Nation)                           | 14     | Neuseeland                | Nicole Van der Kaay       |
| Staffel-Rangliste (2 Athletinnen pro Nation)                           | 14     | Neuseeland                | Ainsley Thorpe            |
| Staffel-Rangliste (2 Athletinnen pro Nation)                           | 14     | Deutschland               | Anabel Knoll              |
| Staffel-Rangliste (2 Athletinnen pro Nation)                           | 14     | Deutschland               | Laura Lindemann           |
| Staffel-Rangliste (2 Athletinnen pro Nation)                           | 14     | Niederlande               | Maya Kingma               |
| Staffel-Rangliste (2 Athletinnen pro Nation)                           | 14     | Niederlande               | Rachel Klamer             |
| Staffel-Rangliste (2 Athletinnen pro Nation)                           | 14     | Vereinigte Staaten        | Summer Rappaport          |
| Staffel-Rangliste (2 Athletinnen pro Nation)                           | 14     | Vereinigte Staaten        | Katie Zaferes             |
| Olympischer Staffel-Qualifikationswettkampf (2 Athletinnen pro Nation) | 6      | Belgien                   | Claire Michel             |
| Olympischer Staffel-Qualifikationswettkampf (2 Athletinnen pro Nation) | 6      | Belgien                   | Valerie Barthelemy        |
| Olympischer Staffel-Qualifikationswettkampf (2 Athletinnen pro Nation) | 6      | Italien                   | Alice Betto               |
| Olympischer Staffel-Qualifikationswettkampf (2 Athletinnen pro Nation) | 6      | Italien                   | Angelica Olmo             |
| Olympischer Staffel-Qualifikationswettkampf (2 Athletinnen pro Nation) | 6      | Schweiz                   | Nicola Spirig             |
| Olympischer Staffel-Qualifikationswettkampf (2 Athletinnen pro Nation) | 6      | Schweiz                   | Jolanda Annen             |
| Einzel-Rangliste                                                       | 26     | Großbritannien            | Vicky Holland             |
| Einzel-Rangliste                                                       | 26     | Vereinigte Staaten        | Taylor Knibb              |
| Einzel-Rangliste                                                       | 26     | Österreich                | Lisa Perterer             |
| Einzel-Rangliste                                                       | 26     | Tschechien                | Vendula Frintová          |
| Einzel-Rangliste                                                       | 26     | Bermuda                   | Flora Duffy               |
| Einzel-Rangliste                                                       | 26     | Kanada                    | Amelie Kretz              |
| Einzel-Rangliste                                                       | 26     | Spanien                   | Miriam Casillas García    |
| Einzel-Rangliste                                                       | 26     | Italien                   | Verena Steinhauser        |
| Einzel-Rangliste                                                       | 26     | Brasilien                 | Vittoria Lopes            |
| Einzel-Rangliste                                                       | 26     | Australien                | Emma Jeffcoat             |
| Einzel-Rangliste                                                       | 26     | Österreich                | Julia Hauser              |
| Einzel-Rangliste                                                       | 26     | Norwegen                  | Lotte Miller              |
| Einzel-Rangliste                                                       | 26     | Brasilien                 | Luisa Baptista            |
| Einzel-Rangliste                                                       | 26     | Ukraine                   | Julija Jelistratowa       |
| Einzel-Rangliste                                                       | 26     | Spanien                   | Anna Godoy Contreras      |
| Einzel-Rangliste                                                       | 26     | Portugal                  | Melanie Santos            |
| Einzel-Rangliste                                                       | 26     | ROC                       | Alexandra Rasarjonowa     |
| Einzel-Rangliste                                                       | 26     | Mexiko                    | Cecilia Pérez             |
| Einzel-Rangliste                                                       | 26     | Ungarn                    | Zsanett Bragmayer         |
| Einzel-Rangliste                                                       | 26     | Estland                   | Kaidi Kivioja             |
| Einzel-Rangliste                                                       | 26     | Südafrika                 | Simone Ackermann          |
| Einzel-Rangliste                                                       | 26     | Ungarn                    | Zsófia Kovács             |
| Einzel-Rangliste                                                       | 26     | Chile                     | Bárbara Riveros Díaz      |
| Einzel-Rangliste                                                       | 26     | Mexiko                    | Claudia Rivas             |
| Einzel-Rangliste                                                       | 26     | Tschechien                | Petra Kuriková            |
| Einzel-Rangliste                                                       | 26     | Ecuador                   | Elizabeth Bravo           |
| Einzelwertung – Afrika                                                 | 1      | Ägypten                   | Basmla Elsalamoney        |
| Einzelwertung – Amerika                                                | 1      | Argentinien               | Romina Biagioli           |
| Einzelwertung – Asien                                                  | 1      | China                     | Mengying Zhong            |
| Einzelwertung – Europa                                                 | 1      | Irland                    | Carolyn Hayes             |
| Einzelwertung – Ozeanien                                               | 0      | nicht teilnahmeberechtigt | nicht teilnahmeberechtigt |
| Gastgeber                                                              | 2      | Japan                     | Yuko Takahashi            |
| Gastgeber                                                              | 2      | Japan                     | Niina Kishimoto           |
| Wildcard                                                               | 0      | nicht vergeben            | nicht vergeben            |
| Wildcard                                                               | 0      | nicht vergeben            |                           |
| Neuverteilung unbesetzter Quotenplätze                                 | 3      | ROC                       | Anastasia Gorbunova       |
| Neuverteilung unbesetzter Quotenplätze                                 | 3      | Kanada                    | Joanna Brown              |
| Neuverteilung unbesetzter Quotenplätze                                 | 3      | Südafrika                 | Gillian Sanders           |
| Gesamt                                                                 | 55     | 31                        | 55                        |

## Mixed-Staffel
| Qualifikationswettbewerb                    | Plätze | Nation             |
| ------------------------------------------- | ------ | ------------------ |
| Staffel-Rangliste                           | 7      | Frankreich         |
| Staffel-Rangliste                           | 7      | Australien         |
| Staffel-Rangliste                           | 7      | Großbritannien     |
| Staffel-Rangliste                           | 7      | Neuseeland         |
| Staffel-Rangliste                           | 7      | Deutschland        |
| Staffel-Rangliste                           | 7      | Niederlande        |
| Staffel-Rangliste                           | 7      | Vereinigte Staaten |
| Olympischer Staffel-Qualifikationswettkampf | 3      | Belgien            |
| Olympischer Staffel-Qualifikationswettkampf | 3      | Italien            |
| Olympischer Staffel-Qualifikationswettkampf | 3      | Schweiz            |
| Gesamt                                      | 10     | 10                 |